# Arie Shirom
Arie Shirom est un psychologue enseignant-chercheur israëlo-américain né en 1937 et mort le 12 avril 2012 à l'âge de 75 ans.
Membre de l'American Psychological Association, de l'Academy of Management, de l'association internationale de psychologie appliquée, de l'European Society of Health Psychology, de l'European Association of Occupational Health Psychology and International Commission on Occupational Health, Le professeur Shirom fut Consultant pour le Journal of Organizational Behavior de 1991 à 1995. À partir de 1995, il devint membre du comité de rédaction de ce journal et membre du conseil consultatif de Work & Stress. Il a publié divers ouvrages et dirigé ses études autour du stress au travail et plus particulièrement du syndrome d'épuisement professionnel.

### Ouvrages
- Dr. Michael I. Harrison, Organizational Diagnosis and Assessment: Bridging Theory and Practice., 1998
- Mavo le-yahase avodah be-Yisrael (Sifriyah universitait), 1984
- FStudent's stress, 1983

### Source
- Nécrologie